# ASN.1
Pour les articles homonymes, voir ASN.
ASN.1 (Abstract Syntax Notation One) est un standard international spécifiant une notation destinée à décrire des structures de données dans le secteur des télécommunications et des réseaux informatiques. La description en ASN.1 d'une structure de données a pour but d'obtenir une spécification de la structure qui est indépendante d'un encodage lié à un matériel particulier et sans ambiguïté.
L'ASN.1 est un standard défini conjointement par l'organisation internationale de normalisation, la commission électrotechnique internationale et l'union internationale des télécommunications. La notation est décrite dans la série X.680 et les encodages dans la série X.690.

## Support des langages
ASN.1 est une notation pour déclarer des types de données. Cette notation ne décrit pas comment manipuler une variable basée sur un type ASN.1. Certains langages supportent nativement ASN.1 comme le langage de modélisation exécutable SDL (Specification and Description Language) ou comme la notation de test de conformité TTCN-3 (Testing and Test Control Notation). Dans ces deux langages il suffit d'importer un module ASN.1 et on peut alors déclarer une variable basée sur un des types déclarés dans le module ASN.1. Si le langage que l'on souhaite utiliser ne supporte pas nativement l'ASN.1, on peut utiliser des outils qui transforment la déclaration ASN.1 dans une déclaration d'un langage de programmation comme un header C.

## Encodages
Il existe plusieurs règles d'encodage standards pour les données décrites par l'ASN.1. Le standard propose les règles suivantes :
- Basic Encoding Rules (BER) [3]
- Distinguished Encoding Rules (DER) [4]
- Canonical Encoding Rules (en) (CER) [5]
- Packed Encoding Rules (PER, unaligned: UPER, canonical: CPER, canonical unaligned: CUPER) [6]
- Encoding Control Notation (en) (ECN) [7]
- XML Encoding Rules (en) (XER) [8]
- Canonical XML Encoding Rules (CXER) [9]
- Extended XML Encoding Rules (E-XER) [10]
- Octet Encoding Rules (OER, canonical: COER) [11]
- JSON Encoding Rules (JER) [12]
- Generic String Encoding Rules (GSER) [13]

L'Encoding Control Notation permet à l'utilisateur de définir son propre encodage de manière standard.

## Exemple
```
Client ::= SEQUENCE {
  nom            PrintableString (SIZE (1..40)),
  rue            PrintableString (SIZE (1..50)) OPTIONAL,
  codepostal     NumericString   (SIZE (10)   ),
  ville          PrintableString (SIZE (1..30)),
  pays           PrintableString (SIZE (1..20)) DEFAULT pays-pardefaut 
  }
pays-pardefaut PrintableString ::= "France"
```

## Domaines d'application
Ce standard est mis en œuvre dans un grand nombre d'applications (gestion de réseaux, messagerie, sécurité, téléphonie, Internet, etc.).
L'ASN.1 est par ailleurs l'un des formats utilisés par le NCBI.

## Implémentations

### GNU Libtasn1
GNU Libtasn1 est une bibliothèque C permettant la manipulation d'objets ASN.1, y compris pour les encodages BER/DER. C'est un logiciel libre écrit à l'origine par Fabio Fiorina et aujourd'hui maintenu pour le projet GNU par Simon Josefsson et Nikos Mavrogiannopoulos. Cette brique logicielle est utilisée par GnuTLS pour traiter la structure de certificats X.509 et par GNU Shishi pour le traitement de structures Kerberos version 5.

## Historique
À l'origine, ce standard est spécifié en 1984 dans une partie de la recommandation X.409 du CCITT. Toutefois, en 1988, faisant suite à son large usage, la spécification de l'ASN.1 devient l'objet du document CCITT X.208. Finalement, ce document sera retiré en 2002 et le standard ASN.1 est maintenant décrit par les documents X.680 à X.683 mis à jour en 2009 (les documents ISO/CEI ont pour références 8824-1 à 8824-4). Plusieurs encodages de l'ASN.1 font l'objet des recommandations X.690 à X.695 ; notamment, les encodages BER, CER et DER sont spécifiés par le X.690.

## Liste des éditeurs de solutions ASN.1
- UniGone
- Marben
- OSS Nokalva
- Objective Systems
- asn1scc